# Polanka pod Uboczą
Polanka pod Uboczą – niewielka polana w polskich Tatrach Wysokich. Znajduje się na opadających do Doliny Rybiego Potoku stokach północno-wschodniej grani Szpiglasowego Wierchu, mniej więcej w połowie długości tego stoku, pomiędzy Szałasiskami (ok. 1340–1390 m) a Czubą nad Uboczą (1630 m). Położona jest na wysokości ok. 1440–1460 m. Nieco poniżej dolnego końca polanki znajduje się źródło. Dawniej należała do Hali Morskie Oko, obecnie jest już niemal całkowicie zarośnięta: jej lewą część (patrząc od dołu) porasta świerkowy młodnik, a prawą sadzone limby lub ich samosiejki. Przez polankę prowadzi taternicka ścieżka łącząca Szałasiska ze znakowanym szlakiem turystycznym z Morskiego Oka przez Opalone do Doliny Pięciu Stawów Polskich.